# Olympische Sommerspiele 1964/Teilnehmer (Südkorea)
| Gelbes Symbol für Goldmedaillen mit stilisierten Olympischen Ringen | Graues Symbol für Silbermedaillen mit stilisierten Olympischen Ringen | Braundes Symbol für Bronzemedaillen mit stilisierten Olympischen Ringen |
| ------------------------------------------------------------------- | --------------------------------------------------------------------- | ----------------------------------------------------------------------- |
| —                                                                   | 2                                                                     | 1                                                                       |

Südkorea nahm an den Olympischen Sommerspielen 1964 in Tokio mit einer Delegation von 154 Athleten (128 Männer und 26 Frauen) an 93 Wettkämpfen in 17 Sportarten teil.
Die südkoreanischen Sportler gewannen zwei Silbermedaillen und eine Bronzemedaille. Im Medaillenspiegel der Spiele platzierte sich Südkorea damit auf dem 27. Platz. 

## Teilnehmer nach Sportarten

### Basketball
- 16. Platz
Bang Yee-ul
Chung Jin-bong
Ha Ui-kon
Kim Chung-sun
Kim In-kun
Kim Moon-hyun
Kim Seung-kyu
Kim Young-il
Kim Young-ki
Lee Byung-goo
Moon Hyun-chang
Shin Dong-pa

### Boxen
- Cho Dong-kih
Fliegengewicht: im Viertelfinale ausgeschieden

- Chung Shin-cho
Bantamgewicht: Silber

- Suk Jong-gu
Federgewicht: im Achtelfinale ausgeschieden

- Su Bun-nam
Leichtgewicht: in der 1. Runde ausgeschieden

- Park Koo-il
Halbweltergewicht: in der 1. Runde ausgeschieden

- Lee Hong-man
Weltergewicht: in der 1. Runde ausgeschieden

- Lee Kum-taik
Halbmittelgewicht: in der 1. Runde ausgeschieden

- Kim Duk-pal
Mittelgewicht: im Achtelfinale ausgeschieden

### Fechten
Männer
- Shin Doo-ho
Florett: in der 1. Runde ausgeschieden
Degen: im Viertelfinale ausgeschieden
Florett Mannschaft: in der 1. Runde ausgeschieden
Degen Mannschaft: in der 1. Runde ausgeschieden

- Kim Man-shik
Florett: in der 1. Runde ausgeschieden
Degen: in der 1. Runde ausgeschieden
Florett Mannschaft: in der 1. Runde ausgeschieden
Degen Mannschaft: in der 1. Runde ausgeschieden

- Han Myung-seok
Florett: in der 1. Runde ausgeschieden
Degen: in der 1. Runde ausgeschieden
Florett Mannschaft: in der 1. Runde ausgeschieden
Degen Mannschaft: in der 1. Runde ausgeschieden

- Kim Chang-hwan
Florett Mannschaft: in der 1. Runde ausgeschieden
Degen Mannschaft: in der 1. Runde ausgeschieden

Frauen
- Sin Kwang-sook
Florett: in der 1. Runde ausgeschieden

### Fußball
- in der Gruppenphase ausgeschieden
Cha Kyung-bok
Cha Tae-sung
Cho Sung-dal
Cho Yoon-ok
Ham Heung-chul
Huh Yoon-jung
Kim Duk-yong
Kim Hong-bok
Kim Jung-nam
Kim Jung-suk
Kim Sam-rak
Kim Young-bai
Lee Woo-bong
Lee Yi-woo
Park Seung-ok
Woo Sang-kwon

### Gewichtheben
- Yang Mu-shin
Bantamgewicht: 5. Platz

- Yu In-ho
Bantamgewicht: 7. Platz

- Kim Hae-nam
Federgewicht: 6. Platz

- Lee Jong-sup
Mittelgewicht: 4. Platz

- Hur Chang-bum
Mittelgewicht: Wettkampf nicht beendet

- Lee Hyung-woo
Halbschwergewicht: 6. Platz

- Hwang Ho-dong
Schwergewicht: 8. Platz

### Judo
- Park Chung-sam
Leichtgewicht: 5. Platz

- Su Sang-chul
Leichtgewicht: 19. Platz

- Kim Eui-tae
Mittelgewicht: Bronze

- Kim Jong-dai
Schwergewicht: 5. Platz

### Leichtathletik
Männer
- Chung Ki-sun
100 m: im Vorlauf ausgeschieden
200 m: im Vorlauf ausgeschieden

- Chung Kyo-mo
800 m: im Vorlauf ausgeschieden
1500 m: im Vorlauf ausgeschieden

- Lee Sang-hoon
Marathon: 11. Platz

- Kim Yun-bum
Marathon: 16. Platz

- Joo Hyung-kil
Marathon: 50. Platz

- Hwang Chung-dae
Dreisprung: 30. Platz

- Rim He-kun
Kugelstoßen: 22. Platz

- Kim Byung-koo
Diskuswurf: 28. Platz

- Lim Dong-shil
Hammerwurf: 24. Platz

- Park Soo-kwon
Speerwurf: 23. Platz

Frauen
- Song Yang-ja
100 m: im Vorlauf ausgeschieden
200 m: im Vorlauf ausgeschieden
4-mal-100-Meter-Staffel: im Vorlauf ausgeschieden

- Han Myung-hee
400 m: im Vorlauf ausgeschieden
800 m: im Vorlauf ausgeschieden
4-mal-100-Meter-Staffel: im Vorlauf ausgeschieden

- Park Hi-sook
4-mal-100-Meter-Staffel: im Vorlauf ausgeschieden

- Lee Hak-ja
4-mal-100-Meter-Staffel: im Vorlauf ausgeschieden
Fünfkampf: 19. Platz

- Han Jook-hee
Weitsprung: 28. Platz

- Park Young-sook
Diskuswurf: 20. Platz

- Lee Hee-ja
Speerwurf: 16. Platz

### Moderner Fünfkampf
- Choi Kui-seung
Einzel: 37. Platz

### Radsport
- Lee Seon-bae
Straßenrennen: 107. Platz
Mannschaftszeitfahren: 24. Platz

- An Byeong-hun
Straßenrennen: Rennen nicht beendet
Mannschaftszeitfahren: 24. Platz

- Hwang Chang-shik
Straßenrennen: Rennen nicht beendet

- We Kyung-yong
Straßenrennen: Rennen nicht beendet

- Hong Seong-ik
Mannschaftszeitfahren: 24. Platz

- Cho Sung-hwang
Mannschaftszeitfahren: 24. Platz

### Reiten
- Lee Il-kyu
Springenreiten: 31. Platz
Springenreiten Mannschaft: 14. Platz

- Kim Chul-kyu
Springenreiten: ausgeschieden
Springenreiten Mannschaft: 14. Platz

- An Duk-kee
Springenreiten: ausgeschieden
Springenreiten Mannschaft: 14. Platz

- Cho Hyung-won
Vielseitigkeit: ausgeschieden
Vielseitigkeit Mannschaft: ausgeschieden

- Suh Myung-won
Vielseitigkeit: ausgeschieden
Vielseitigkeit Mannschaft: ausgeschieden

- Kim Young-ro
Vielseitigkeit: ausgeschieden
Vielseitigkeit Mannschaft: ausgeschieden

- Kim Moon-sik
Vielseitigkeit: ausgeschieden
Vielseitigkeit Mannschaft: ausgeschieden

### Ringen
- Shin Sang-shik
Fliegengewicht, griechisch-römisch: in der 3. Runde ausgeschieden

- Chang Yi-hyun
Bantamgewicht, griechisch-römisch: in der 2. Runde ausgeschieden

- Kim Bong-jo
Federgewicht, griechisch-römisch: in der 2. Runde ausgeschieden

- Kim Ik-jong
Leichtgewicht, griechisch-römisch: in der 2. Runde ausgeschieden

- Shin Dong-eui
Weltergewicht, griechisch-römisch: in der 2. Runde ausgeschieden

- Lee Ki-yul
Mittelgewicht, griechisch-römisch: in der 2. Runde ausgeschieden

- Kang Doo-man
Halbschwergewicht, griechisch-römisch: in der 2. Runde ausgeschieden
Mittelgewicht, Freistil: in der 2. Runde ausgeschieden

- Chang Chang-sun
Fliegengewicht, Freistil: Silber

- Choi Young-kil
Bantamgewicht, Freistil: 5. Platz

- Yoon Dae-kih
Federgewicht, Freistil: in der 3. Runde ausgeschieden

- Chung Dong-goo
Leichtgewicht, Freistil: 6. Platz

- Choi Byung-sup
Weltergewicht, Freistil: in der 2. Runde ausgeschieden

### Rudern
- Lee Sang-woo
Achter mit Steuermann: 12. Platz

- Kim Heung-chong
Achter mit Steuermann: 12. Platz

- Kim Kyu-san
Achter mit Steuermann: 12. Platz

- Choi Shin-il
Achter mit Steuermann: 12. Platz

- An Jong-duk
Achter mit Steuermann: 12. Platz

- Chun Sung-tae
Achter mit Steuermann: 12. Platz

- Yoo Hyuk-keun
Achter mit Steuermann: 12. Platz

- Ji Duk-han
Achter mit Steuermann: 12. Platz

- Park Shin-young
Achter mit Steuermann: 12. Platz

### Schießen
- Lee Jong-hyun
Schnellfeuerpistole 25 m: 39. Platz

- Park Nam-kyu
Schnellfeuerpistole 25 m: 46. Platz

- An Jae-song
Freie Pistole 50 m: 9. Platz

- Su Kang-wook
Freie Pistole 50 m: 32. Platz

- Nam Sang-wan
Freies Gewehr Dreistellungskampf 300 m: 21. Platz

- Shin Hyun-joo
Freies Gewehr Dreistellungskampf 300 m: 22. Platz
Kleinkalibergewehr Dreistellungskampf 50 m: 41. Platz

- Hu Wook-bong
Kleinkalibergewehr Dreistellungskampf 50 m: 37. Platz
Kleinkalibergewehr liegend 50 m: 65. Platz

- Cho Hwa-il
Kleinkalibergewehr liegend 50 m: 40. Platz

- An Jung-keun
Trap: 23. Platz

- Park Sam-kyu
Trap: 35. Platz

### Schwimmen
Männer
- Kim Bong-jo
100 m Freistil: im Vorlauf ausgeschieden
400 m Freistil: im Vorlauf ausgeschieden

- Jin Jang-rim
200 m Brust: im Vorlauf ausgeschieden

Frauen
- Lim Kum-ja
100 m Freistil: im Vorlauf ausgeschieden
400 m Freistil: im Vorlauf ausgeschieden

- Chun Ok-ja
100 m Rücken: im Vorlauf ausgeschieden

### Turnen
Männer
- Kim Chung-tae
Einzelmehrkampf: 53. Platz
Boden: 69. Platz
Pferdsprung: 90. Platz
Barren: 22. Platz
Reck: 60. Platz
Ringe: 80. Platz
Seitpferd: 11. Platz
Mannschaftsmehrkampf: 13. Platz

- Kim Kwang-duk
Einzelmehrkampf: 60. Platz
Boden: 61. Platz
Pferdsprung: 106. Platz
Barren: 30. Platz
Reck: 42. Platz
Ringe: 57. Platz
Seitpferd: 78. Platz
Mannschaftsmehrkampf: 13. Platz

- Chung Yi-kwang
Einzelmehrkampf: 70. Platz
Boden: 65. Platz
Pferdsprung: 106. Platz
Barren: 41. Platz
Reck: 26. Platz
Ringe: 74. Platz
Seitpferd: 92. Platz
Mannschaftsmehrkampf: 13. Platz

- Lee Kwang-jae
Einzelmehrkampf: 81. Platz
Boden: 54. Platz
Pferdsprung: 69. Platz
Barren: 98. Platz
Reck: 47. Platz
Ringe: 94. Platz
Seitpferd: 82. Platz
Mannschaftsmehrkampf: 13. Platz

- Su Jae-kyu
Einzelmehrkampf: 84. Platz
Boden: 54. Platz
Pferdsprung: 95. Platz
Barren: 120. Platz
Reck: 50. Platz
Ringe: 77. Platz
Seitpferd: 44. Platz
Mannschaftsmehrkampf: 13. Platz

- Kang Su-il
Einzelmehrkampf: 95. Platz
Boden: 54. Platz
Pferdsprung: 77. Platz
Barren: 116. Platz
Reck: 89. Platz
Ringe: 49. Platz
Seitpferd: 110. Platz
Mannschaftsmehrkampf: 13. Platz

Frauen
- Choi Young-sook
Einzelmehrkampf: 58. Platz
Boden: 69. Platz
Pferdsprung: 47. Platz
Stufenbarren: 54. Platz
Schwebebalken: 65. Platz

- Lee Duk-boon
Einzelmehrkampf: 65. Platz
Boden: 72. Platz
Pferdsprung: 67. Platz
Stufenbarren: 71. Platz
Schwebebalken: 59. Platz

- Chung Bong-soon
Einzelmehrkampf: 73. Platz
Boden: 71. Platz
Pferdsprung: 44. Platz
Stufenbarren: 50. Platz
Schwebebalken: 82. Platz

### Volleyball
Männer
- 10. Platz
Kim In-soo
Oh Pyong-kil
Sohn Young-wan
Chung Sun-hung
Park Suh-kwang
Suh Ban-suk
Lee Kyu-soh
Kim Young-joon
Kim Sung-kil
Kim Kwang-soo
Kim Jin-hee
Lim Tae-hoh

Frauen
- 6. Platz
Suh Choon-kang
Moon Kyung-sook
Ryoo Choon-ja
Kim Kil-ja
Oh Soon-ok
Chung Jong-eun
Choi Don-hi
Hong Nam-sun
Oh Chung-ja
Yoon Jung-sook
Kwak Ryong-ja
Lee Keun-soo

### Wasserspringen
Männer
- Song Jae-woong
3 m Kunstspringen: 23. Platz
10 m Turmspringen: 26. Platz

- Cho Chang-jae
10 m Turmspringen: 22. Platz

Frauen
- Chung Sun-ja
10 m Turmspringen: 24. Platz